# Markawiczy (obwód homelski)
Markawiczy (biał. Маркавічы; ros. Марковичи, Markowiczi, pol. hist. Markowicze) – wieś na Białorusi, w obwodzie homelskim, w rejonie homelskim, w sielsowiecie Markawiczy, nad Bykauką.
W pobliżu znajduje się przystanek kolejowy Kraucouka, położony na linii Homel - Czernihów.

## Historia
W XIX i w początkach XX w. położona była w Rosji, w guberni mohylewskiej, w powiecie homelskim. Była wówczas siedzibą gminy (wołości) Markowicze. Posiadała cerkiew, szkołę i 5 wiatraków.
Następnie w granicach Związku Sowieckiego. Od 1991 w niepodległej Białorusi.